# Liste der Orte im Landkreis Tirschenreuth
Die Liste der Orte im Landkreis Tirschenreuth listet die 503 amtlich benannten Gemeindeteile (Hauptorte, Kirchdörfer, Pfarrdörfer, Dörfer, Weiler und Einöden) im Landkreis Tirschenreuth auf.

## Systematische Liste
Städte und Gemeinden mit den zugehörigen Orten in alphabetischer Reihenfolge:
- Markt Bad Neualbenreuth mit 22 Gemeindeteilen:
  - Hauptort Bad Neualbenreuth
  - Pfarrdörfer Ottengrün und Wernersreuth
  - Dörfer Altmugl, Ernestgrün, Hardeck, Maiersreuth, Motzersreuth, Poxdorf, Rothmühle und Schachten
  - Weiler mit Kirche Kappl
  - Weiler Egglasgrün, Platzermühle und Rennermühle
  - Einöden Buchgütl, Habertsmühle, Muglmühle, Panzen, Pointmühle, Troglauermühle und Waldhäusl

- Stadt Bärnau mit 35 Gemeindeteilen:
  - Hauptort Bärnau
  - Pfarrdörfer Hohenthan und Schwarzenbach
  - Dörfer Ahornberg, Altglashütte, Ellenfeld, Grün, Hermannsreuth, Iglersreuth, Naab, Ödwaldhausen, Tännersreuth, Thanhausen und Wendern
  - Weiler Beierfeld, Greim, Heimhof, Kaltenmühle, Silberhütte, Stöberlhof und Ziegelhütte
  - Einöden Bartmühle, Brechl, Bühlhaus, Gegelhof, Hasenbühl, Holzmühle, Kellermühle (obere), Kellermühle (untere), Lippenhaus, Mühllohe, Polier, Schmuckerhof, Wendermühle und Zeimatshof

- Gemeinde Brand mit 7 Gemeindeteilen:
  - Pfarrdorf Brand
  - Dorf Fuhrmannsreuth
  - Siedlungen Bernlohe, Neubrand und Oberölbühl
  - Weiler Grünberg
  - Einöde Grünlasmühle

- Gemeinde Ebnath mit 7 Gemeindeteilen:
  - Pfarrdorf Ebnath
  - Dörfer Grünlas, Hermannsreuth und Hölzlashof
  - Weiler Haid und Zeckenberg
  - Einöde Selingau

- Stadt Erbendorf mit 38 Gemeindeteilen:
  - Hauptort Erbendorf
  - Pfarrdorf Wildenreuth
  - Kirchdorf Wäldern
  - Dörfer Boxdorf, Grötschenreuth, Hauxdorf, Napfberg, Pfaben, Schadenreuth, Siegritz und Wetzldorf
  - Weiler Aschenhof, Eppenhof, Frodersreuth, Gössenreuth, Neuenreuth, Plärn, Steinbach, Straßenschacht und Thann
  - Einöden Birkenreuth, Bruckmühle, Geiselhof, Glashütte, Gleichhof, Gramlhof, Grenzmühle, Hanslmühle, Herrnmühle, Hohenwies, Inglashof, Knierermühle, Kornhof, Lochermühl, Paterlhütte, Plärnmühle, Rohrmühle und Steinbachermühle

- Markt Falkenberg mit 11 Gemeindeteilen:
  - Hauptort Falkenberg
  - Dörfer Pirk, Seidlersreuth und Thann
  - Weiler Bodenreuth, Gumpen, Holzmühl und Troglauermühle
  - Einöden Hammermühle und Hanfmühl
  - Jugendherberge Tannenlohe

- Gemeinde Friedenfels mit 12 Gemeindeteilen:
  - Pfarrdorf Friedenfels
  - Dörfer Bärnhöhe, Frauenreuth, Schönfuß, Trettmanns und Voitenthan
  - Weiler Altenreuth, Oed und Unterneumühle
  - Einöden Bobenwart, Haferdeckmühle und Köhlerlohe

- Markt Fuchsmühl mit 8 Gemeindeteilen:
  - Hauptort Fuchsmühl
  - Dörfer Güttern und Herzogöd
  - Weiler Fürstenhof
  - Einöden Mitterharlohmühle, Plattenmühle, Unterharlohmühle und Ziegelhütte

- Markt Immenreuth mit 16 Gemeindeteilen:
  - Pfarrdorf Immenreuth
  - Dörfer Ahornberg, Gabellohe, Plößberg und Zweifelau
  - Weiler Döberein, Günzlas, Haid am Forst, Herzogshut, Hölzlmühle, Poppenberg, Punreuth, Schadersberg und Tiefenlohe
  - Einöden Katzenöd und Königskron

- Gemeinde Kastl mit 13 Gemeindeteilen:
  - Pfarrdorf Kastl
  - Dörfer Altköslarn, Reuth bei Kastl, Unterbruck, Weha und Wolframshof
  - Weiler Birkhof, Neuenreuth, Senkendorf und Troglau
  - Einöden Gründlhut, Haidhügl und Mühlhof

- Stadt Kemnath mit 39 Gemeindeteilen:
  - Hauptort Kemnath
  - Kirchdörfer Oberndorf und Schönreuth
  - Dörfer Atzmannsberg, Berndorf, Eisersdorf, Fortschau, Godas, Guttenberg, Höflas, Hopfau, Kaibitz, Köglitz, Kötzersdorf, Kuchenreuth, Löschwitz, Neusteinreuth, Schlackenhof, Schweißenreuth und Zwergau
  - Ehemaliger Markt Waldeck
  - Weiler Albenreuth, Anzenberg, Beringersreuth, Bingarten, Haunritz, Neuwirthshaus, Pinzenhof, Reisach und Rosenbühl
  - Einöden Bleyer, Gmündmühle, Hahneneggaten, Lettenmühle, Lichtenhof, Lindenhof, Oberneumühle, Schwabeneggaten und Tiefenbach

- Markt Konnersreuth mit 17 Gemeindeteilen:
  - Hauptort Konnersreuth
  - Dörfer Grün, Höflas, Neudorf und Rosenbühl
  - Anstalt Fockenfeld
  - Weiler Lodermühle
  - Einöden Brandmühle, Dollermühle, Dornhof, Geierhut, Grünmühle, Lippertsmühle, Neubau, Neuhof, Schwalbenhof und Siegelmühle

- Gemeinde Krummennaab mit 17 Gemeindeteilen:
  - Pfarrdörfer Krummennaab und Thumsenreuth
  - Dörfer Burggrub, Kohlbühl und Trautenberg
  - Weiler Kühlenmorgen, Lehen, Sassenhof, Schmierofen, Steinbühl und Stockau
  - Einöden Bayrischhof, Kammerermühle, Mittelberg, Reisermühle, Waffenhammer und Ziegelhütte

- Gemeinde Kulmain mit 19 Gemeindeteilen:
  - Pfarrdorf Kulmain
  - Dörfer Aign, Altensteinreuth, Frankenreuth, Lenau, Oberbruck, Oberwappenöst, Witzlasreuth, Wunschenberg und Zinst
  - Weiler Babilon, Erdenweis, Ölbrunn, Unterwappenöst und Ziegelhütte
  - Einöden Hofstetten, Neugrünberg und Rothenhof
  - Wallfahrtskirche (-kapelle) Armesberg

- Gemeinde Leonberg mit 20 Gemeindeteilen:
  - Pfarrdorf Leonberg
  - Dörfer Forkatshof, Großensees, Hofteich, Königshütte, Münchsgrün, Pfaffenreuth, Themenreuth und Zirkenreuth
  - Weiler Dobrigau, Hungenberg, Neuhof, Neumühle und Terschnitz
  - Einöden Altenhammer, Amesmühle, Kornmühle, Kriegermühle, Pienmühle und Wiendlhof

- Markt Mähring mit 19 Gemeindeteilen:
  - Hauptort Mähring
  - Pfarrdorf Griesbach
  - Kirchdorf Großkonreuth
  - Dörfer Asch, Dippersreuth, Frauenreuth, Lauterbach, Poppenreuth bei Tirschenreuth und Redenbach
  - Weiler Groppenmühle, Hiltershof, Laub, Reisach, Treppenstein und Ziegelhütte
  - Einöden Ebersberg, Fiedlhof, Neumühle und Ödhof

- Stadt Mitterteich mit 11 Gemeindeteilen:
  - Hauptort Mitterteich
  - Pfarrdorf Steinmühle
  - Dörfer Großbüchlberg, Großensterz, Kleinbüchlberg, Kleinsterz, Oberteich, Pechofen und Pleußen
  - Weiler Gulg
  - Einöde Hammermühle

- Gemeinde Neusorg mit 8 Gemeindeteilen:
  - Pfarrdorf Neusorg
  - Kirchdorf Riglasreuth
  - Dörfer Schwarzenreuth, Weihermühle und Wernersreuth
  - Weiler Stockau, Stöcken und Stöcken[2]
  - Einöde Wäsch

- Gemeinde Pechbrunn mit 4 Gemeindeteilen:
  - Pfarrdorf Pechbrunn
  - Kirchdorf Groschlattengrün
  - Einöden Ochsentränk und Teichlberg

- Markt Plößberg mit 38 Gemeindeteilen:
  - Hauptort Plößberg
  - Pfarrdorf Beidl
  - Kirchdörfer Schönkirch, Stein und Wildenau
  - Dörfer Albernhof, Dürnkonreuth, Leichau, Liebenstein, Schleif, Schönficht und Schönthan
  - Weiler Betzenmühle, Dreihöf, Erkersreuth, Geisleithen, Honnersreuth, Konnersreuth, Krähenhaus, Ödschönlind, Schirnbrunn, Schnackenhof, Wurmsgefäll und Zankelhut
  - Einöden Beidlmühle, Bodenmühle, Frankengut, Geißenreuth, Kohlerhof, Kriegermühle, Neuteichhof, Prommenhof, Rothhof, Schafmühle, Streißenreuth, Waffenhammer, Winkelmühle und Ziegelhütte

- Gemeinde Pullenreuth mit 35 Gemeindeteilen:
  - Pfarrdorf Pullenreuth
  - Dörfer Arnoldsreuth, Dechantsees, Haid, Haselbrunn, Lochau, Mengersreuth, Pilgramsreuth, Schindellohe, Trevesen und Trevesenhammer
  - Weiler Dreihäuser, Harlachberg, Höll, Kautzenhof, Kellermühle, Kreuzweiher, Kronau, Kunzenlohe, Langentheilen, Leimgruben, Neuhof, Neuköslarn, Rothenfurth und Tannenhäusl
  - Einöden Funkenau, Gibitzenhäusl, Glasschleif, Haidelfurth, Neuweiher, Rehbühl (Pullenreuth), Schlag, Waldhaus und Zottenwies
  - Kirche Klausenhäusel

- Gemeinde Reuth bei Erbendorf mit 15 Gemeindeteilen:
  - Pfarrdorf Premenreuth
  - Kirchdorf Reuth bei Erbendorf
  - Dörfer Drahthammer, Escheldorf, Josephshof, Letten und Röthenbach am Steinwald
  - Weiler Eiglasdorf, Erlhammer, Forsthof und Rechenlohe
  - Einöden Fünfeichen, Hasen, Klausen, Mittelmühle und Zainhammer

- Stadt Tirschenreuth mit 29 Gemeindeteilen:
  - Hauptort Tirschenreuth
  - Pfarrdorf Wondreb
  - Dörfer Großklenau, Gründlbach, Hohenwald, Kleinklenau, Lengenfeld bei Tirschenreuth, Lohnsitz, Matzersreuth, Pilmersreuth an der Straße, Pilmersreuth am Wald, Rosall und Ziegelhütte
  - Weiler Brunn, Gebhardtshöhe, Haid, Höfen, Kleinkonreuth, Lodermühl, Marchaney, Mooslohe, Rothenbürg, Sägmühle, Wondrebhammer und Zeidlweid
  - Einöden Haidhof, Hendlmühle, Holzmühle und Tröglersreuth

- Stadt Waldershof mit 27 Gemeindeteilen:
  - Hauptort Waldershof
  - Pfarrdorf Poppenreuth
  - Kirchdörfer Hohenhard, Lengenfeld bei Groschlattengrün und Schurbach
  - Dörfer Hard, Harlachhammer, Helmbrechts, Masch, Rodenzenreuth, Schafbruck, Walbenreuth und Wolfersreuth
  - Weiler Kössain, Rosenhammer, Stemetsbach und Stieglmühle
  - Einöden Bärnest, Buchlohhäuser, Gefällmühle, Harlachberg, Harlachhof, Harlachmühle, Kaltenlohe, Neumühle, Paulusmühle und Silbermühle

- Stadt Waldsassen mit 21 Gemeindeteilen:
  - Hauptort Waldsassen
  - Pfarrdorf Münchenreuth
  - Dörfer Groppenheim, Hatzenreuth, Hundsbach, Kondrau, Mammersreuth, Pechtnersreuth, Querenbach und Schloppach
  - Weiler Egerteich, Netzstahl, Schottenhof und Wolfsbühl
  - Einöden Glasmühle, Glaswies, Kappl, Mitterhof, Naßgütl, Neusorg und Pfudermühle

- Markt Wiesau mit 14 Gemeindeteilen:
  - Hauptort Wiesau
  - Dörfer Kornthan, Leugas, Schönfeld, Schönhaid, Tirschnitz und Triebendorf
  - Weiler Muckenthal und Mühlhof
  - Einöden Elsenmühle, Hechtmühle, Hurtingöd, König-Otto-Bad und Veitmühle

## Alphabetische Liste
In Fettschrift erscheinen die Orte, die namengebend für die Gemeinde sind.

### A
- Ahornberg zu Bärnau
- Ahornberg zu Immenreuth
- Aign zu Kulmain
- Albenreuth zu Kemnath
- Albernhof zu Plößberg
- Altenhammer zu Leonberg
- Altenreuth zu Friedenfels
- Altensteinreuth zu Kulmain
- Altglashütte zu Bärnau
- Altköslarn zu Kastl
- Altmugl zu Bad Neualbenreuth
- Amesmühle zu Leonberg
- Anzenberg zu Kemnath
- Armesberg zu Kulmain
- Arnoldsreuth zu Pullenreuth
- Asch zu Mähring
- Aschenhof zu Erbendorf
- Atzmannsberg zu Kemnath

↑ Zurück zum Inhaltsverzeichnis

### B
- Babilon zu Kulmain
- Bad Neualbenreuth
- Bärnau
- Bärnest zu Waldershof
- Bärnhöhe zu Friedenfels
- Bartmühle zu Bärnau
- Bayrischhof zu Krummennaab
- Beidl zu Plößberg
- Beidlmühle zu Plößberg
- Beierfeld zu Bärnau
- Beringersreuth zu Kemnath
- Berndorf zu Kemnath
- Bernlohe zu Brand
- Betzenmühle zu Plößberg
- Bingarten zu Kemnath
- Birkenreuth zu Erbendorf
- Birkhof zu Kastl
- Bleyer zu Kemnath
- Bobenwart zu Friedenfels
- Bodenmühle zu Plößberg
- Bodenreuth zu Falkenberg
- Boxdorf zu Erbendorf
- Brand
- Brandmühle zu Konnersreuth
- Brechl zu Bärnau
- Bruckmühle zu Erbendorf
- Brunn zu Tirschenreuth
- Buchgütl zu Bad Neualbenreuth
- Buchlohhäuser zu Waldershof
- Bühlhaus zu Bärnau
- Burggrub zu Krummennaab

↑ Zurück zum Inhaltsverzeichnis

### D
- Dechantsees zu Pullenreuth
- Dippersreuth zu Mähring
- Döberein zu Immenreuth
- Dobrigau zu Leonberg
- Dollermühle zu Konnersreuth
- Dornhof zu Konnersreuth
- Drahthammer zu Reuth b.Erbendorf
- Dreihäuser zu Pullenreuth
- Dreihöf zu Plößberg
- Dürnkonreuth zu Plößberg

↑ Zurück zum Inhaltsverzeichnis

### E
- Ebersberg zu Mähring
- Ebnath
- Egerteich zu Waldsassen
- Egglasgrün zu Bad Neualbenreuth
- Eiglasdorf zu Reuth b.Erbendorf
- Eisersdorf zu Kemnath
- Ellenfeld zu Bärnau
- Elsenmühle zu Wiesau
- Eppenhof zu Erbendorf
- Erbendorf
- Erdenweis zu Kulmain
- Erkersreuth zu Plößberg
- Erlhammer zu Reuth b.Erbendorf
- Ernestgrün zu Bad Neualbenreuth
- Escheldorf zu Reuth b.Erbendorf

↑ Zurück zum Inhaltsverzeichnis

### F
- Falkenberg
- Fiedlhof zu Mähring
- Fockenfeld zu Konnersreuth
- Forkatshof zu Leonberg
- Forsthof zu Reuth b.Erbendorf
- Fortschau zu Kemnath
- Frankengut zu Plößberg
- Frankenreuth zu Kulmain
- Frauenreuth zu Friedenfels
- Frauenreuth zu Mähring
- Friedenfels
- Frodersreuth zu Erbendorf
- Fuchsmühl
- Fuhrmannsreuth zu Brand
- Fünfeichen zu Reuth b.Erbendorf
- Funkenau zu Pullenreuth
- Fürstenhof zu Fuchsmühl

↑ Zurück zum Inhaltsverzeichnis

### G
- Gabellohe zu Immenreuth
- Gebhardtshöhe zu Tirschenreuth
- Gefällmühle zu Waldershof
- Gegelhof zu Bärnau
- Geierhut zu Konnersreuth
- Geiselhof zu Erbendorf
- Geisleithen zu Plößberg
- Geißenreuth zu Plößberg
- Gibitzenhäusl zu Pullenreuth
- Glashütte zu Erbendorf
- Glasmühle zu Waldsassen
- Glasschleif zu Pullenreuth
- Glaswies zu Waldsassen
- Gleichhof zu Erbendorf
- Gmündmühle zu Kemnath
- Godas zu Kemnath
- Gössenreuth zu Erbendorf
- Gramlhof zu Erbendorf
- Greim zu Bärnau
- Grenzmühle zu Erbendorf
- Griesbach zu Mähring
- Groppenheim zu Waldsassen
- Groppenmühle zu Mähring
- Groschlattengrün zu Pechbrunn
- Großbüchlberg zu Mitterteich
- Großensees zu Leonberg
- Großensterz zu Mitterteich
- Großklenau zu Tirschenreuth
- Großkonreuth zu Mähring
- Grötschenreuth zu Erbendorf
- Grün zu Bärnau
- Grün zu Konnersreuth
- Grünberg zu Brand
- Gründlbach zu Tirschenreuth
- Gründlhut zu Kastl
- Grünlas zu Ebnath
- Grünlasmühle zu Brand
- Grünmühle zu Konnersreuth
- Gulg zu Mitterteich
- Gumpen zu Falkenberg
- Günzlas zu Immenreuth
- Guttenberg zu Kemnath
- Güttern zu Fuchsmühl

↑ Zurück zum Inhaltsverzeichnis

### H
- Habertsmühle zu Bad Neualbenreuth
- Haferdeckmühle zu Friedenfels
- Hahneneggaten zu Kemnath
- Haid zu Ebnath
- Haid zu Pullenreuth
- Haid zu Tirschenreuth
- Haid am Forst zu Immenreuth
- Haidelfurth zu Pullenreuth
- Haidhof zu Tirschenreuth
- Haidhügl zu Kastl
- Hammermühle zu Falkenberg
- Hammermühle zu Mitterteich
- Hanfmühl zu Falkenberg
- Hanslmühle zu Erbendorf
- Hard zu Waldershof
- Hardeck zu Bad Neualbenreuth
- Harlachberg zu Pullenreuth
- Harlachberg zu Waldershof
- Harlachhammer zu Waldershof
- Harlachhof zu Waldershof
- Harlachmühle zu Waldershof
- Haselbrunn zu Pullenreuth
- Hasen zu Reuth b.Erbendorf
- Hasenbühl zu Bärnau
- Hatzenreuth zu Waldsassen
- Haunritz zu Kemnath
- Hauxdorf zu Erbendorf
- Hechtmühle zu Wiesau
- Heimhof zu Bärnau
- Helmbrechts zu Waldershof
- Hendlmühle zu Tirschenreuth
- Hermannsreuth zu Bärnau
- Hermannsreuth zu Ebnath
- Herrnmühle zu Erbendorf
- Herzogöd zu Fuchsmühl
- Herzogshut zu Immenreuth
- Hiltershof zu Mähring
- Höfen zu Tirschenreuth
- Höflas zu Kemnath
- Höflas zu Konnersreuth
- Hofstetten zu Kulmain
- Hofteich zu Leonberg
- Hohenhard zu Waldershof
- Hohenthan zu Bärnau
- Hohenwald zu Tirschenreuth
- Hohenwies zu Erbendorf
- Höll zu Pullenreuth
- Hölzlashof zu Ebnath
- Hölzlmühle zu Immenreuth
- Holzmühl zu Falkenberg
- Holzmühle zu Bärnau
- Holzmühle zu Tirschenreuth
- Honnersreuth zu Plößberg
- Hopfau zu Kemnath
- Hundsbach zu Waldsassen
- Hungenberg zu Leonberg
- Hurtingöd zu Wiesau

↑ Zurück zum Inhaltsverzeichnis

### I
- Iglersreuth zu Bärnau
- Immenreuth
- Inglashof zu Erbendorf

↑ Zurück zum Inhaltsverzeichnis

### J
- Josephshof zu Reuth b.Erbendorf

↑ Zurück zum Inhaltsverzeichnis

### K
- Kaibitz zu Kemnath
- Kaltenlohe zu Waldershof
- Kaltenmühle zu Bärnau
- Kammerermühle zu Krummennaab
- Kappl zu Waldsassen
- Kappl zu Bad Neualbenreuth
- Kastl
- Katzenöd zu Immenreuth
- Kautzenhof zu Pullenreuth
- Kellermühle zu Pullenreuth
- Kellermühle (obere) zu Bärnau
- Kellermühle (untere) zu Bärnau
- Kemnath
- Klausen zu Reuth b.Erbendorf
- Klausenhäusel zu Pullenreuth
- Kleinbüchlberg zu Mitterteich
- Kleinklenau zu Tirschenreuth
- Kleinkonreuth zu Tirschenreuth
- Kleinsterz zu Mitterteich
- Knierermühle zu Erbendorf
- Köglitz zu Kemnath
- Kohlbühl zu Krummennaab
- Kohlerhof zu Plößberg
- Köhlerlohe zu Friedenfels
- Kondrau zu Waldsassen
- König-Otto-Bad zu Wiesau
- Königshütte zu Leonberg
- Königskron zu Immenreuth
- Konnersreuth
- Konnersreuth zu Plößberg
- Kornhof zu Erbendorf
- Kornmühle zu Leonberg
- Kornthan zu Wiesau
- Kössain zu Waldershof
- Kötzersdorf zu Kemnath
- Krähenhaus zu Plößberg
- Kreuzweiher zu Pullenreuth
- Kriegermühle zu Leonberg
- Kriegermühle zu Plößberg
- Kronau zu Pullenreuth
- Krummennaab
- Kuchenreuth zu Kemnath
- Kühlenmorgen zu Krummennaab
- Kulmain
- Kunzenlohe zu Pullenreuth

↑ Zurück zum Inhaltsverzeichnis

### L
- Langentheilen zu Pullenreuth
- Laub zu Mähring
- Lauterbach zu Mähring
- Lehen zu Krummennaab
- Leichau zu Plößberg
- Leimgruben zu Pullenreuth
- Lenau zu Kulmain
- Lengenfeld bei Groschlattengrün zu Waldershof
- Lengenfeld bei Tirschenreuth zu Tirschenreuth
- Leonberg
- Letten zu Reuth b.Erbendorf
- Lettenmühle zu Kemnath
- Leugas zu Wiesau
- Lichtenhof zu Kemnath
- Liebenstein zu Plößberg
- Lindenhof zu Kemnath
- Lippenhaus zu Bärnau
- Lippertsmühle zu Konnersreuth
- Lochau zu Pullenreuth
- Lochermühl zu Erbendorf
- Lodermühl zu Tirschenreuth
- Lodermühle zu Konnersreuth
- Lohnsitz zu Tirschenreuth
- Löschwitz zu Kemnath

↑ Zurück zum Inhaltsverzeichnis

### M
- Mähring
- Maiersreuth zu Bad Neualbenreuth
- Mammersreuth zu Waldsassen
- Marchaney zu Tirschenreuth
- Masch zu Waldershof
- Matzersreuth zu Tirschenreuth
- Mengersreuth zu Pullenreuth
- Mittelberg zu Krummennaab
- Mittelmühle zu Reuth b.Erbendorf
- Mitterharlohmühle zu Fuchsmühl
- Mitterhof zu Waldsassen
- Mitterteich
- Mooslohe zu Tirschenreuth
- Motzersreuth zu Neualbenreuth
- Muckenthal zu Wiesau
- Muglmühle zu Bad Neualbenreuth
- Mühlhof zu Kastl
- Mühlhof zu Wiesau
- Mühllohe zu Bärnau
- Münchenreuth zu Waldsassen
- Münchsgrün zu Leonberg

↑ Zurück zum Inhaltsverzeichnis

### N
- Naab zu Bärnau
- Napfberg zu Erbendorf
- Naßgütl zu Waldsassen
- Netzstahl zu Waldsassen
- Neubau zu Konnersreuth
- Neubrand zu Brand
- Neudorf zu Konnersreuth
- Neuenreuth zu Erbendorf
- Neuenreuth zu Kastl
- Neugrünberg zu Kulmain
- Neuhof zu Konnersreuth
- Neuhof zu Leonberg
- Neuhof zu Pullenreuth
- Neuköslarn zu Pullenreuth
- Neumühle zu Leonberg
- Neumühle zu Mähring
- Neumühle zu Waldershof
- Neusorg
- Neusorg zu Waldsassen
- Neusteinreuth zu Kemnath
- Neuteichhof zu Plößberg
- Neuweiher zu Pullenreuth
- Neuwirthshaus zu Kemnath

↑ Zurück zum Inhaltsverzeichnis

### O
- Oberbruck zu Kulmain
- Oberndorf zu Kemnath
- Oberneumühle zu Kemnath
- Oberölbühl zu Brand
- Oberteich zu Mitterteich
- Oberwappenöst zu Kulmain
- Ochsentränk zu Pechbrunn
- Ödhof zu Mähring
- Ödschönlind zu Plößberg
- Ödwaldhausen zu Bärnau
- Oed zu Friedenfels
- Ölbrunn zu Kulmain
- Ottengrün zu Bad Neualbenreuth

↑ Zurück zum Inhaltsverzeichnis

### P
- Panzen zu Bad Neualbenreuth
- Paterlhütte zu Erbendorf
- Paulusmühle zu Waldershof
- Pechbrunn
- Pechofen zu Mitterteich
- Pechtnersreuth zu Waldsassen
- Pfaben zu Erbendorf
- Pfaffenreuth zu Leonberg
- Pfudermühle zu Waldsassen
- Pienmühle zu Leonberg
- Pilgramsreuth zu Pullenreuth
- Pilmersreuth an der Straße zu Tirschenreuth
- Pilmersreuth am Wald zu Tirschenreuth
- Pinzenhof zu Kemnath
- Pirk zu Falkenberg
- Plärn zu Erbendorf
- Plärnmühle zu Erbendorf
- Plattenmühle zu Fuchsmühl
- Platzermühle zu Bad Neualbenreuth
- Pleußen zu Mitterteich
- Plößberg zu Immenreuth
- Plößberg
- Pointmühle zu Bad Neualbenreuth
- Polier zu Bärnau
- Poppenberg zu Immenreuth
- Poppenreuth zu Waldershof
- Poppenreuth bei Tirschenreuth zu Mähring
- Poxdorf zu Bad Neualbenreuth
- Premenreuth zu Reuth b.Erbendorf
- Prommenhof zu Plößberg
- Pullenreuth
- Punreuth zu Immenreuth

↑ Zurück zum Inhaltsverzeichnis

### Q
- Querenbach zu Waldsassen

↑ Zurück zum Inhaltsverzeichnis

### R
- Rechenlohe zu Reuth b.Erbendorf
- Redenbach zu Mähring
- Rehbühl zu Pullenreuth
- Reisach zu Kemnath
- Reisach zu Mähring
- Reisermühle zu Krummennaab
- Rennermühle zu Bad Neualbenreuth
- Reuth b.Erbendorf
- Reuth bei Kastl zu Kastl
- Riglasreuth zu Neusorg
- Rodenzenreuth zu Waldershof
- Rohrmühle zu Erbendorf
- Rosall zu Tirschenreuth
- Rosenbühl zu Kemnath
- Rosenbühl zu Konnersreuth
- Rosenhammer zu Waldershof
- Röthenbach am Steinwald zu Reuth b.Erbendorf
- Rothenbürg zu Tirschenreuth
- Rothenfurth zu Pullenreuth
- Rothenhof zu Kulmain
- Rothhof zu Plößberg
- Rothmühle zu Bad Neualbenreuth

↑ Zurück zum Inhaltsverzeichnis

### S
- Sägmühle zu Tirschenreuth
- Sassenhof zu Krummennaab
- Schachten zu Bad Neualbenreuth
- Schadenreuth zu Erbendorf
- Schadersberg zu Immenreuth
- Schafbruck zu Waldershof
- Schafmühle zu Plößberg
- Schindellohe zu Pullenreuth
- Schirnbrunn zu Plößberg
- Schlackenhof zu Kemnath
- Schlag zu Pullenreuth
- Schleif zu Plößberg
- Schloppach zu Waldsassen
- Schmierofen zu Krummennaab
- Schmuckerhof zu Bärnau
- Schnackenhof zu Plößberg
- Schönfeld zu Wiesau
- Schönficht zu Plößberg
- Schönfuß zu Friedenfels
- Schönhaid zu Wiesau
- Schönkirch zu Plößberg
- Schönreuth zu Kemnath
- Schönthan zu Plößberg
- Schottenhof zu Waldsassen
- Schurbach zu Waldershof
- Schwabeneggaten zu Kemnath
- Schwalbenhof zu Konnersreuth
- Schwarzenbach zu Bärnau
- Schwarzenreuth zu Neusorg
- Schweißenreuth zu Kemnath
- Seidlersreuth zu Falkenberg
- Selingau zu Ebnath
- Senkendorf zu Kastl
- Siegelmühle zu Konnersreuth
- Siegritz zu Erbendorf
- Silberhütte zu Bärnau
- Silbermühle zu Waldershof
- Stein zu Plößberg
- Steinbach zu Erbendorf
- Steinbachermühle zu Erbendorf
- Steinbühl zu Krummennaab
- Steinmühle zu Mitterteich
- Stemetsbach zu Waldershof
- Stieglmühle zu Waldershof
- Stöberlhof zu Bärnau
- Stockau zu Krummennaab
- Stockau zu Neusorg
- Stöcken zu Neusorg
- Stöcken zu Neusorg
- Straßenschacht zu Erbendorf
- Streißenreuth zu Plößberg

↑ Zurück zum Inhaltsverzeichnis

### T
- Tannenhäusl zu Pullenreuth
- Tannenlohe zu Falkenberg
- Tännersreuth zu Bärnau
- Teichlberg zu Pechbrunn
- Terschnitz zu Leonberg
- Thanhausen zu Bärnau
- Thann zu Erbendorf
- Thann zu Falkenberg
- Themenreuth zu Leonberg
- Thumsenreuth zu Krummennaab
- Tiefenbach zu Kemnath
- Tiefenlohe zu Immenreuth
- Tirschenreuth
- Tirschnitz zu Wiesau
- Trautenberg zu Krummennaab
- Treppenstein zu Mähring
- Trettmanns zu Friedenfels
- Trevesen zu Pullenreuth
- Trevesenhammer zu Pullenreuth
- Triebendorf zu Wiesau
- Troglau zu Kastl
- Troglauermühle zu Falkenberg
- Troglauermühle zu Bad Neualbenreuth
- Tröglersreuth zu Tirschenreuth

↑ Zurück zum Inhaltsverzeichnis

### U
- Unterbruck zu Kastl
- Unterharlohmühle zu Fuchsmühl
- Unterneumühle zu Friedenfels
- Unterwappenöst zu Kulmain

↑ Zurück zum Inhaltsverzeichnis

### V
- Veitmühle zu Wiesau
- Voitenthan zu Friedenfels

↑ Zurück zum Inhaltsverzeichnis

### W
- Waffenhammer zu Krummennaab
- Waffenhammer zu Plößberg
- Walbenreuth zu Waldershof
- Waldeck zu Kemnath
- Wäldern zu Erbendorf
- Waldershof
- Waldhaus zu Pullenreuth
- Waldhäusl zu Bad Neualbenreuth
- Waldsassen
- Wäsch zu Neusorg
- Weha zu Kastl
- Weihermühle zu Neusorg
- Wendermühle zu Bärnau
- Wendern zu Bärnau
- Wernersreuth zu Bad Neualbenreuth
- Wernersreuth zu Neusorg
- Wetzldorf zu Erbendorf
- Wiendlhof zu Leonberg
- Wiesau
- Wildenau zu Plößberg
- Wildenreuth zu Erbendorf
- Winkelmühle zu Plößberg
- Witzlasreuth zu Kulmain
- Wolfersreuth zu Waldershof
- Wolframshof zu Kastl
- Wolfsbühl zu Waldsassen
- Wondreb zu Tirschenreuth
- Wondrebhammer zu Tirschenreuth
- Wunschenberg zu Kulmain
- Wurmsgefäll zu Plößberg

↑ Zurück zum Inhaltsverzeichnis

### Z
- Zainhammer zu Reuth b.Erbendorf
- Zankelhut zu Plößberg
- Zeckenberg zu Ebnath
- Zeidlweid zu Tirschenreuth
- Zeimatshof zu Bärnau
- Ziegelhütte zu Bärnau
- Ziegelhütte zu Fuchsmühl
- Ziegelhütte zu Krummennaab
- Ziegelhütte zu Kulmain
- Ziegelhütte zu Mähring
- Ziegelhütte zu Plößberg
- Ziegelhütte zu Tirschenreuth
- Zinst zu Kulmain
- Zirkenreuth zu Leonberg
- Zottenwies zu Pullenreuth
- Zweifelau zu Immenreuth
- Zwergau zu Kemnath

↑ Zurück zum Inhaltsverzeichnis